# 광주 문빈정사 소장 전적
광주 문빈정사 소장 전적(光州 文彬精舍 所藏 典籍)은 광주광역시 동구 운림동, 문빈정사에 있는 조선시대의 전적이다. 2013년 12월 24일 광주광역시의 유형문화재 제29호로 지정되었다.

## 지정 사유
광주 문빈정사 소장 전적 11종 12책은 간행지와 간행시기에 대한 기록이 정확하고, 대부분 임진왜란 이전에 간인된 판본이다. 특히 『법계성범수륙승회수재의궤』는 국내에서 가장 오래된 판본으로 초간에 가깝고, 『천지명양수륙재의찬요』는 국내에서 처음 확인된 판본이다. 판본의 계통연구 뿐만 아니라 사찰의 출판활동, 불교의식의 변화 등을 알 수 있는 자료이다.

## 전적 목록
| 연번 | 명 칭                                               | 수량 | 간행지        | 간행시기 | 비 고             |
| ---- | --------------------------------------------------- | ---- | ------------- | -------- | ----------------- |
| 1    | 몽산화상육도보설 (蒙山和尙六道普說)                 | 1책  | 順天 大光寺   | 1509년   |                   |
| 2    | 묘법연화경 (妙法蓮華經)                             | 2책  | 高山 花岩寺   | 1443년   | 1~3권, 4~7권      |
| 3    | 법계성범수륙승회수재의궤 (法界聖凡水陸勝會修齋儀軌) | 1책  | 미상          | 미상     | 1470년 김수온발문 |
| 4    | 법집별행록절요병입사기 (法集別行錄節要幷入私記)     | 1책  | 智異山 神興寺 | 1579년   |                   |
| 5    | 불설아미타경 (佛說阿彌陀經)                         | 1책  | 錦山 身安寺   | 1580년   |                   |
| 6    | 승가일용식시묵언작법 (僧家日用食時黙言作法)         | 1책  | 同福 安心寺   | 1569년   |                   |
| 7    | 예수십왕생칠재의찬요 (預修十王生七齋儀纂要)         | 1책  | 安東 光興寺   | 1576년   |                   |
| 8    | 월인천강지곡 (月印千江之曲)                         | 1책  | 順天 松廣寺   | 1636년   |                   |
| 9    | 월인천강지곡 (月印千江之曲)                         | 1책  | 寒山 白介万家 | 1569년   |                   |
| 10   | 천지명양수륙잡문 (天地冥陽水陸雜文)                 | 1책  | 康津 無爲寺   | 1572년   |                   |
| 11   | 천지명양수륙재의찬요 (天地冥陽水陸齋儀纂要)         | 1책  | 安陰 靈覺寺   | 1536년   |                   |

## 참고 자료
- 광주 문빈정사 소장 전적 - 국가유산청 국가유산포털